# Народний дім (Трускавець)
Народний дім — заклад Трускавецької міської ради, центр культурної та просвітницької роботи. Входить до системи Міністерства культури України. Діяльність «Народного дому» спрямована на створення, розповсюдження та популяризацію культурних надбань.

## Історія
Приміщення, у якому нині розміщується «Народний дім», було передано місту ЗАТ «Трускавецькурорт» у 2009 році. До цього тут був один зі спальних корпусів санаторію «Берізка».
У приміщенні було проведено ремонт. 2 грудня 2010 року нове приміщення трускавецького «Народного Дому» було освячено. До цього «Народний дім» знаходився на вулиці Стебницькій № 3, нині цю будівлю передано церковній громаді св. Миколая.

## Діяльнсть
У «Народному домі» є один кіноконцертний зал на 120 місць та два приміщення, де займаються гуртки. Тут працюють та займаються такі колективи:
- Дитячий вокальний гурток, керівник — Ольга Сенюга;
- Зразкового дитячого ансамблю мандоліністів «Лісові квіти», керівник —Людмила Нелипа[4];
- Зразковий хореографічний ансамбль «Золоті діти» — керівник Ніна та Олександр Мойсеєнко;
- Народний камерний хор «Воля», керівник —Уляна Костецька;
- Народний ансамбль народних інструментів «Галичани», керівник — Василь Гамар;
- Джазовий оркестр «Біґ-Бенд», керівник — Володимир Білоган.

Також у «Народному домі» проводяться різноманітні заходи: концерти, урочистості, сесій міської ради, фестивалі тощо. Так у «Народному домі» проходить щорічний фестиваль «Сурми звитяги», «Трускаецький Фіґляр».